# كوربا (مدريد)
كوربا (بالإنجليزية: Corpa)‏ هي بلدية ومدينة في منطقة الحكم الذاتي وتقع في منطقة مدريد في وسط إسبانيا.